# عمر نينو روميرو
عمر نينو روميرو (بالإسبانية: Omar Niño Romero)‏ مواليد 12 مايو 1976 في غوادالاخارا، هو ملاكم مكسيكي يصنف ضمن فئة وزن الذبابة. حقق بطولة المجلس العالمي للملاكمة.

## إحصائيات
خاض خلال مسيرته 39 نزالا، فاز في 31 وتعادل في 2 وخسر في 5. فاز بالضربة القاضية في 12 نزالا.

## روابط خارجية
- عمر نينو روميرو على موقع بوكس ريك (الإنجليزية) (registration required)